# Campaña de la lista negra
La campaña de la lista negra, como parte de las políticas de limpieza social, fue un método de control y represión que utilizó el Partido Comunista del Perú-Sendero Luminoso en los territorios bajo su control o mediante atentados en territorios en disputa con las Fuerzas Armadas del Perú durante el conflicto armado interno. Sus principales objetivos fueron personas acusadas de colaborar con el Estado peruano, políticos, prostitutas, drogadictos y miembros de la comunidad LGBT.

Los terroristas te degollaban, no tenían piedad. Los muertos aparecían en las esquinas, sobre todo gente de mal vivir, como le decían a las mujeres que engañaban a sus maridos, a los ladrones, a los homosexuales (…) Los terroristas tenían una lista negra con el nombre de las personas que iban a ser fusiladas (...)
Romy Ramírez Vela, peluquero gay de Pucallpa, sobreviviente de la lista negra.

## En los territorios en disputa
El 30 de mayo de 1986 el diario Expreso informó que una militante del Ejército Guerrillero Popular (EGP) confesó a la Policía de Investigaciones del Perú (PIP) en Lima sobre la lista negra que tenía los nombres de una diversidad de personalidades públicas, principalmente del APRA, de partidos de derecha y de la Iglesia católica peruana.
En territorios donde los combatientes llevaban una táctica de guerra de guerrillas urbana, los militantes encargados de realizar la eliminación de elementos en la lista negra fueron jóvenes universitarios seguidores del pensamiento Gonzalo.

## En los territorios bajo control senderista

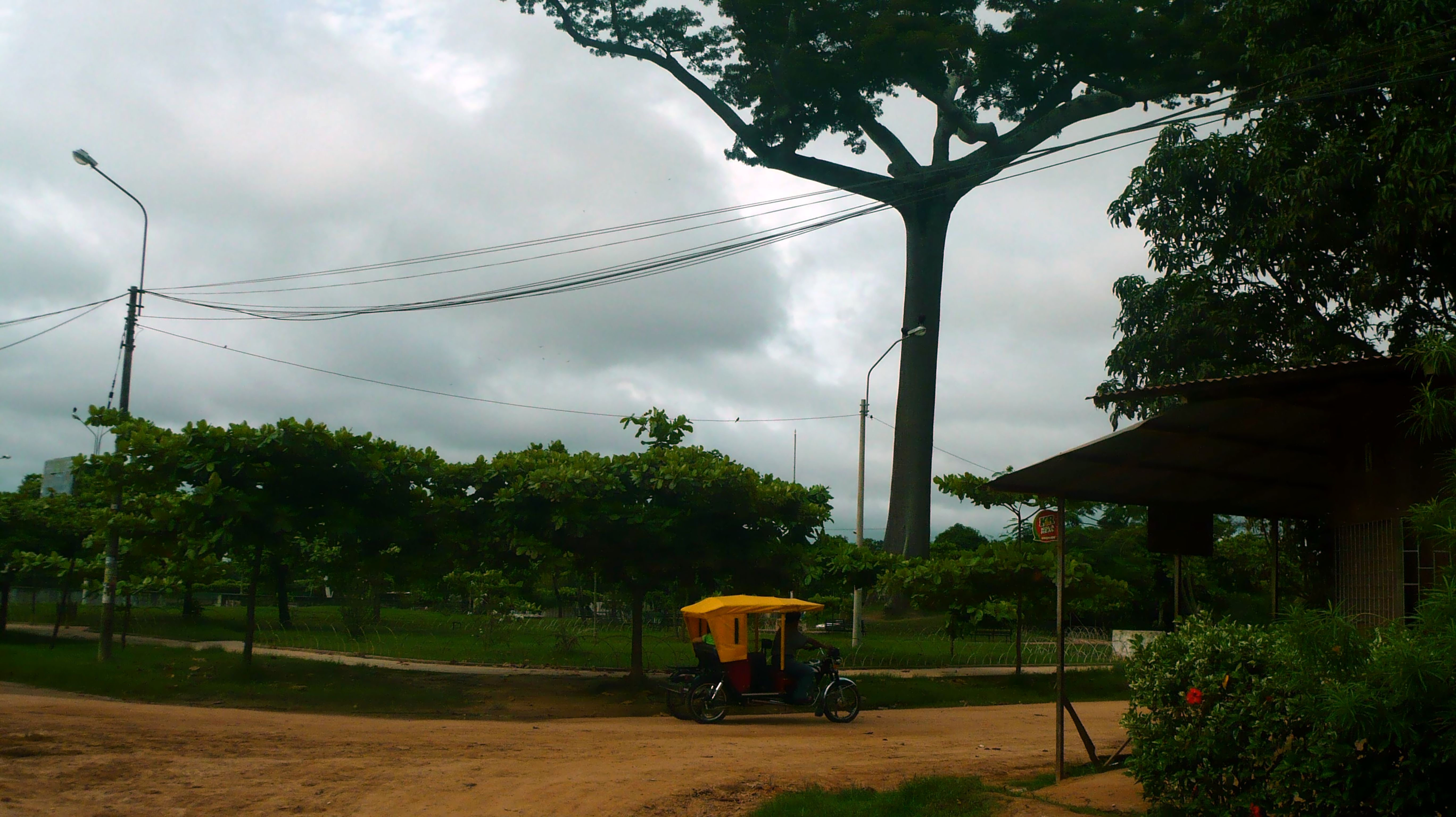
El parque de la Lupuna en la carretera antigua a Yarinacocha, sitio preferido por los senderistas para dejar los cadáveres de sus víctimas LGBT.

En zonas controladas por las milicias del EGP y el PCP-SL, aquellos acusados de no alinearse con la lucha armada enfrentaron una persecución más dura, ya sea por supuesta colaboración con el gobierno peruano o por ser vistos como una forma de "degeneración" cultural.
En dichos territorios, las mujeres y las personas no heterosexuales eran los principales objetivos de las huestes senderistas. Para 1988 en la convulsa Pucallpa era común que en horas de la tarde patrullas del EGP acosaran a varones que, según ellos, pudieran ser gays o travestis. En dicha ciudad existía un espécimen de la lupuna, en donde eran colgados o dejado los cadáveres de personas LGBT.
Según los criterios senderistas, un hombre que podía ser incluido en la lista negra por la sospecha de su orientación sexual no heteronormativa debía tener cabello largo, voz suave, afeminamiento y andar muy cerca de otro varón. Las mujeres que tenían una vida bohemia o que eran acusadas de ser infieles a sus esposos también eran incluidas en la lista negra.
Los cadáveres de las personas LGBT ejecutadas por estar en la lista negra eran desaparecidos en el río Ucayali y vertederos. Ese mismo año ocurrió la masacre de La Hoyada, cuando los senderistas vieron que dicho varadero estaba siendo utilizado como punto de escape de las minoría sexuales.
Algunos homosexuales y transexuales incluso se inscribían en las Fuerzas Armadas, que también era una institución conservadora, para poder tener protección al ser incluidos en las listas negras.

Hice muchas cosas para sobrevivir. Me presenté al servicio militar para esconderme, para cuidarme y salvaguardar mi vida (...) Tenía que estar pendiente de mi actitud, no podía ser yo (...) El día a día me ha hecho como soy: soy padre, tengo hijos, pero soy parte de la comunidad LGBTI y eso no me avergüenza. Sigo siendo la madre, la abuela y la tía.
Sergio Venegas Cavalcanti, diseñador de modas y refugiado gay.

## Aprobación civil
Aunque fueron prácticas degradantes (en donde se incluyeron masacres y tortura), la política de la lista negra llegaba a tener cierta aceptación entre los civiles al usar los senderistas los prejuicios sociales para ganarse el favor de la población.